# أندرو موراي (سياسي أسترالي)
أندرو موراي (بالإنجليزية: Andrew Murray)‏ هو سياسي أسترالي وبريطاني، ولد في 29 يناير 1947 في المملكة المتحدة. حزبياً، نشط في الديمقراطيون الأستراليون. وقد انتخب عضو مجلس الشيوخ الأسترالي ‏ عن دائرة أستراليا الغربية (1 يوليو 1996 – 30 يونيو 2008).